# Drapelul Europei

Drapelul Europei, raport 2:3

Proporţiile steagului

Steagul european e format dintr-un cerc de douăsprezece stele aurii pe un fundal albastru. Deși steagul este asociat de obicei cu Uniunea Europeană, a fost folosit inițial de Consiliul Europei, pentru a reprezenta acest continent ca un întreg.
Steagul a fost adoptat inițial de Consiliul Europei la 8 decembrie 1955, proiectul câștigător aparținându-i lui Arsène Heitz. De la început, Consiliul Europei a dorit ca acest steag să fie folosit de alte organizații regionale care doreau integrarea europeană.
Comunitatea Europeană l-a adoptat la 26 mai 1986. Uniunea Europeană, care a fost înființată prin Tratatul de la Maastricht în 1992 pentru a înlocui Comunitatea Europeană și a-i prelua atribuțiile, a adoptat de asemenea acest steag. De atunci, utilizarea lui a stat sub controlul atât al Consiliului Europei, cât și al Uniunii Europene.
Steagul apare pe aversul tuturor bancnotelor euro, iar stelele pe monedele euro, precum și pe permisele de conducere și plăcuțele de înmatriculare eliberate în țările membre ale UE.
Numărul de stele de pe steag este fix (12), și nu are legătură cu numărul de state membre ale Uniunii. În 1953, Consiliul Europei avea 15 membri. S-a propus ca steagul să aibă câte o stea pentru fiecare membru, și să nu se schimbe la aderarea unor noi membri. Germania de Vest a obiectat la această măsură, deoarece unul dintre membri era regiunea disputată Saarland, iar o stea proprie ar implica suveranitatea acestei regiuni. Franța a obiectat la un proiect cu paisprezece stele, deoarece acest lucru ar fi implicat integrarea Saarlandului în Germania. În cele din urmă, a fost adoptat numărul 12, ca simbol al perfecțiunii, fără conotații politice.
În decembrie 2009, Mirosław Piotrowski, în numele Grupului ECR. – (PL) declara:
Doamnnă președintă, având în vedere faptul istoric că părinții fondatori ai Uniunii Europene au fost creștin-democrați: Konrad Adenauer, Alcide De Gasperi, Robert Schuman și Jean Monnet, care și-au fondat construcția pe valori și simboluri creștine, vă reamintesc că drapelul adoptat de Uniunea Europeană, care înfățișează un cerc de 12 stele aurii pe un fundal albastru și care atârnă în spatele dumneavoastră, doamnă președintă, se referă la cele 12 stele de deasupra capului Sfintei Fecioare Maria – Revelația Sfântului Ioan, capitolul 12.

## Greșeli obișnuite

Acest steag (sau stelele individual) este răsturnat.
stelele au fost rotite; poziţia corectă este cu două vârfuri jos şi unul sus.
Stelele se află în poziţii greşite; ele ar trebui să fie în locul orelor.